# Bird (1988)
Bird is een Amerikaanse dramafilm uit 1988 onder regie van Clint Eastwood. Het scenario is gebaseerd op het leven van de saxofonist Charlie Parker.

## Verhaal
De jazzsaxofonist Charlie Parker komt in de jaren 40 aan in New York. Al spoedig wordt zijn talent er opgemerkt. Hij raakt er ook verslaafd aan de drugs, maar zijn liefdevolle vrouw Chan blijft aan zijn zijde staan.

## Rolverdeling
| Acteur            | Personage       |
| ----------------- | --------------- |
| Forest Whitaker   | Charlie Parker  |
| Diane Venora      | Chan Parker     |
| Michael Zelniker  | Red Rodney      |
| Samuel E. Wright  | Dizzy Gillespie |
| Keith David       | Buster Franklin |
| Michael McGuire   | Brewster        |
| James Handy       | Esteves         |
| Damon Whitaker    | Jonge Charlie   |
| Morgan Nagler     | Kim             |
| Arlen Dean Snyder | Dr. Heath       |
| Sam Robards       | Moscowitz       |
| Penelope Windust  | Verpleegster    |
| Glenn Wright      | Alcoholist      |
| George Orrison    | Patiënt         |
| Bill Cobbs        | Dr. Caulfield   |